# Gamsjoch
Gamsjoch är ett berg i Österrike.   Det ligger i distriktet Schwaz och förbundslandet Tyrolen, i den västra delen av landet, 400 km väster om huvudstaden Wien. Toppen på Gamsjoch är 2 452 meter över havet, eller 661 meter över den omgivande terrängen. Bredden vid basen är 4,5 km.
Terrängen runt Gamsjoch är bergig åt sydväst, men åt nordost är den kuperad. Närmaste större samhälle är Absam, 13,7 km söder om Gamsjoch. 
Trakten runt Gamsjoch består i huvudsak av gräsmarker. Runt Gamsjoch är det ganska tätbefolkat, med 58 invånare per kvadratkilometer.